# Pediocactus knowltonii
Pediocactus knowltonii ist eine Pflanzenart der Gattung Pediocactus in der Familie der Kakteengewächse (Cactaceae). Das Artepitheton knowltonii ehrt Fred Gastman Knowlton, der die Art entdeckte. Englische Trivialnamen sind „Knowlton’s Cactus“, „Knowlton's Pincushion Cactus“ und „Thimble Plains Cactus“.

## Beschreibung
Der kugelförmige bis oval wachsende Pediocactus knowltonii erreicht Wuchshöhen von 1 bis 5 cm und Durchmesser von 1 bis 3 cm. Die rosafarbenen, glockenförmigen Blüten weisen eine Länge und einen Durchmesser von 1,5 bis 2,5 cm auf.
Geophytische Merkmale wie auch bei anderen Vertreter der Sektion Pediocactus (Pediocactus paradinei) und der Sektion Rhytidospermae (Pediocactus bradyi und Subspezies) werden deutlich. Er ist die seltenste, kleinste und evolutionär am weitesten entwickelte Art der Gattung. Das Vorkommen ist begrenzt und zugleich das kleinste der USA.
Pediocactus knowltonii  ist bei trockenem Stand winterhart bis minus 20 °C. Die wurzelechte Kultivierung in Europa ist möglich. Pediocactus knowltonii ist bedroht und wurde in den Anhang I des Washingtoner Artenschutzabkommens zum Schutz gefährdeter Arten aufgenommen.

## Verbreitung, Systematik und Gefährdung
Pediocactus knowltonii wächst im Grenzgebiet von Colorado und New Mexico endemisch in der Great Basin Wüste auf kiesigem Boden in lichten Nadelgehölzen in Höhenlagen von etwa 2000 Meter. Vergesellschaftet ist diese Art oft mit Echinocereus fendleri, Echinocereus triglochidiatus, Escobaria vivipara und Opuntia polyacantha.
Die Erstbeschreibung erfolgte 1960 durch Lyman David Benson.
In der Roten Liste gefährdeter Arten der IUCN wird die Art als „Critically Endangered (CR)“, d. h. als vom Aussterben bedroht geführt.

## Bilder
Pediocactus knowltonii:

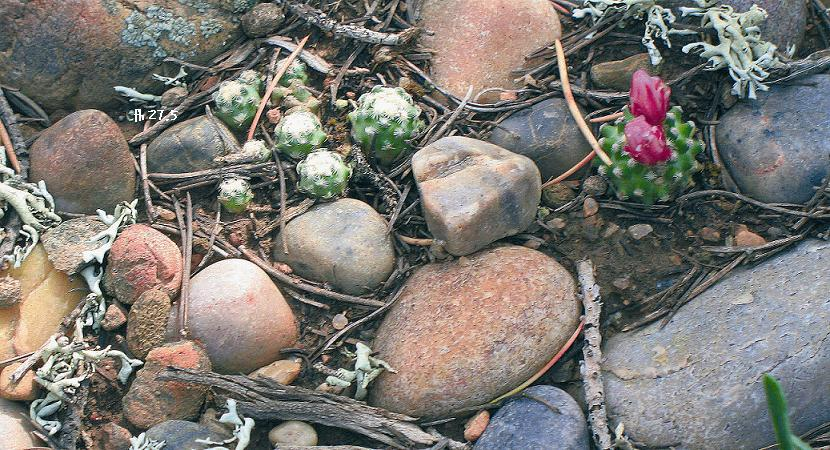
Eine kleine Gruppe im Frühjahr.
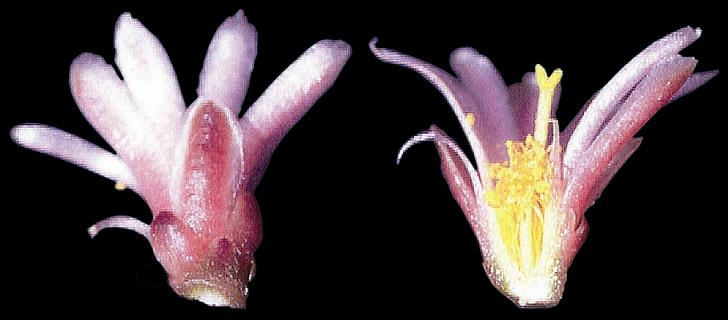
Blütenansicht.
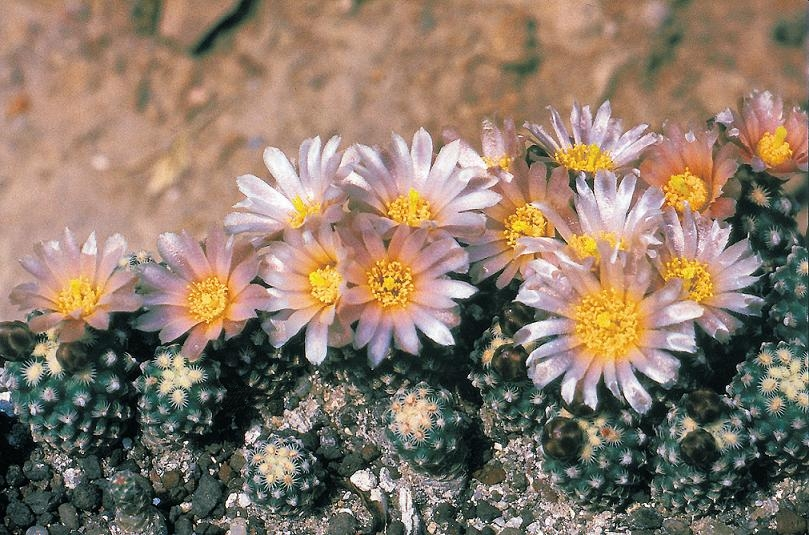
In Kultur.
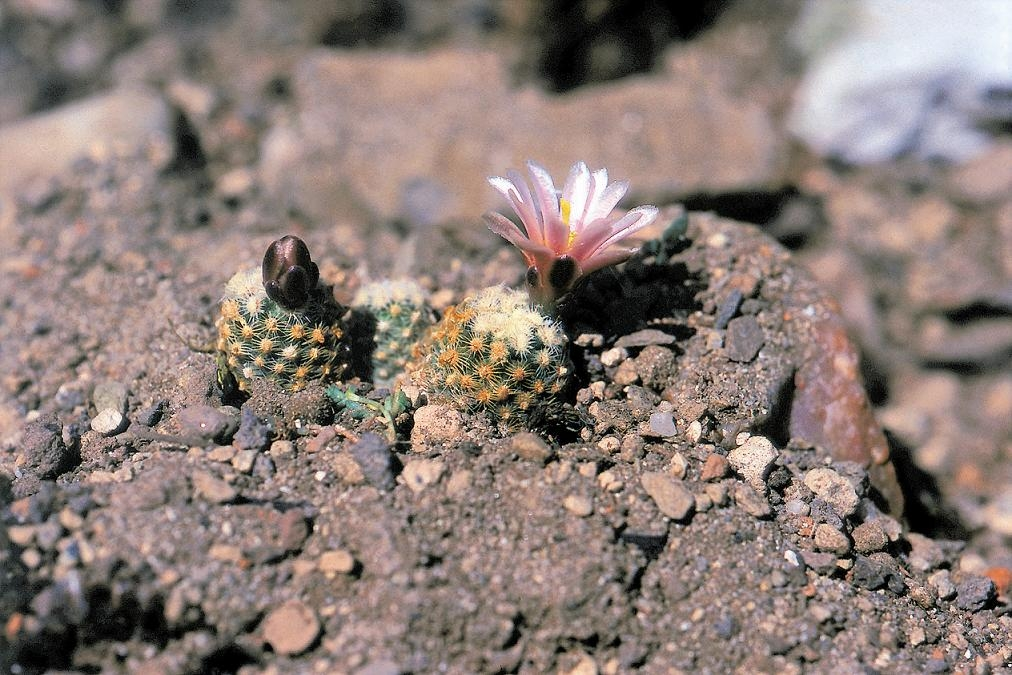
Mitte Mai in Blüte in Kultur.